# Neues Wochenblatt
Das Neue Wochenblatt ist eine Zeitung aus Oppeln für die Deutsche Minderheit in Polen, die zweisprachig mit Artikeln in deutscher und polnischer Sprache erscheint.

## Beschreibung
Chefredakteur der Zeitung war mit einer Unterbrechung Mitte der 1990er Jahre, als Andrzej Kracher die Redaktion leitete, bis zum April 2010 Engelbert Miś. Seit der Ausgabe 942 (23.–29. April 2010) war Till Scholtz-Knobloch Chefredakteur; seit August 2015 Rudolf Urban. Die Zeitung richtet sich in erster Linie an polnische Staatsbürger, die sich zur deutschen Minderheit bekennen. Da die meisten Angehörigen der deutschen Minderheit in der Woiwodschaft Oppeln leben und die deutsche Minderheit hier auch politisch am stärksten vertreten ist, berichtet sie schwerpunktmäßig über diese Region. Unter Rudolf Urban kehrte das Wochenblatt dabei zum Konzept zurück, überwiegend aus der Oppelner Woiwodschaft zu berichten. Inhalte aus Ostoberschlesien, Niederschlesien oder Ermland-Masuren sind deutlich zurückgegangen. Vertrieben wird das Wochenblatt im gewöhnlichen Vertrieb in Oberschlesien, ist anderenorts aber über die Verbände der deutschen Minderheit erhältlich.
Als Zeitung der deutschen Minderheit in Polen wird das Wochenblatt vom Institut für Auslandsbeziehungen (ifa) in Stuttgart unterstützt, das unter anderem junge Journalisten aus Deutschland als Redakteure und Medienwirte in die Oppelner Redaktion entsendet.

## Geschichte
Aus rechtlichen Gründen erfolgte im April 1991 die Umbenennung der seit 1990 als erste Zeitung für die deutsche Minderheit in Polen erscheinenden Oberschlesischen Nachrichten in Oberschlesische Zeitung. Damit verbunden war die Erhebung zum offiziellen Organ der Minderheit, die hierfür im März 1993 die „Silesiapress“ GmbH gründete. Vom Februar 1995 bis Januar 2011 lautete der Titel Schlesisches Wochenblatt. Die derzeitige Auflage liegt bei etwa 6500 Exemplaren, von denen allerdings jeweils 20 bis 30 Prozent zurückgehen.
Mitte 2010 wurde für 2011 ein Zusammenschluss der Zeitungsredaktion des Schlesischen Wochenblatts mit der Fernseh- und Radioredaktion Pro Futura angekündigt, die 2012 vollzogen wird und die Auflösung des ehemaligen Herausgebers, des Verlages Silesiapress, mit sich bringen wird. Pro Futura produziert u. a. die Sendungen Schlesien Aktuell und Schlesien Journal. Mit der Fusion will man u. a. dadurch entstehende Synergieeffekte nutzen. Noch vor der vollzogenen Redaktionszusammenlegung war 2011 eine Überarbeitung des Designs und eine Änderung des Namens Schlesisches Wochenblatt in Wochenblatt erfolgt.
Die Namensänderung des langjährigen Titels in Wochenblatt (juristisch Wochenblatt.pl – dieser Name wird jedoch nicht kommuniziert) bei gleichzeitiger Einführung eines neuen Designs erfolgte mit der Ausgabe 980 (3/2011) vom 14.–20. Januar, wodurch Themen mit Relevanz für alle Deutschen in Polen eine stärkere Gewichtung erfahren sollen. Die vom Bezirksverband der Deutschen Minderheit in der Woiwodschaft Schlesien in Racibórz erstellte Oberschlesische Stimme erscheint seither nicht mehr einmal monatlich mit acht Seiten, sondern zweiwöchentlich mit vier Seiten. Im August 2015 wurde Rudolf Urban Chefredakteur des Wochenblatts. Bis 2024 war Urban Chefredakteur des Wochenblatts, bis er die Redaktion verließ.
2017 wurde die Redaktion ProFutura aufgelöst, ab 2018 übernahm die Medienabteilung des Verbandes der deutschen sozial-kulturellen Gesellschaften in Polen die Produktion der Medien der ehemaligen Gesellschaft ProFutura.
Zum 1. April 2025 fand ein erneuter Relaunch zum 35. Jubiläum der Zeitschrift statt, der Name wurde in Neues Wochenblatt geändert. Fortan wird die Zeitung online veröffentlicht, einmal im Monat soll eine kompakte Druckversion erscheinen. Online sollen Textbeiträge, Videoformate und Podcasts weiter vernetzt werden.